# Chiroderma
Chiroderma és un gènere de ratpenats la família dels fil·lostòmids, format per sis espècies distribuïdes per Centreamèrica i Sud-amèrica.

## Taxonomia
- Ratpenat llistat de São Paulo (C. doriae)
- Ratpenat llistat de Guadalupe (C. improvisum)
- Ratpenat llistat de Salvin (C. salvini)
- Ratpenat llistat de Goodwin (C. trinitatum)
- Ratpenat llistat pelut (C. villosum)
- Ratpenat llistat de Vizotto (C. vizottoi)